# Campionati italiani estivi di nuoto 2020
I Campionati italiani assoluti di nuoto 2020 si sono svolti a Roma dall'11 al 13 agosto 2020. È stata utilizzata la vasca da 50 metri.

## Podi

### Uomini
| Evento       | Oro                           | Tempo    | Argento                | Tempo    | Bronzo                 | Tempo    |
| Stile libero |                               |          |                        |          |                        |          |
| 50 m         | Alessandro Miressi            | 21"93    | Leonardo Deplano       | 22"10    | Andrea Vergani         | 22"26    |
| 100 m        | Alessandro Miressi            | 48"15    | Ivano Vendrame         | 48"70    | Manuel Frigo           | 48"75    |
| 200 m        | Marco De Tullio               | 1'46"56  | Gabriele Detti         | 1'46"69  | Stefano Ballo          | 1'47"29  |
| 400 m        | Gabriele Detti                | 3'43"73  | Marco De Tullio        | 3'44"94  | Domenico Acerenza      | 3'46"88  |
| 800 m        | Gregorio Paltrinieri          | 7'40"22  | Gabriele Detti         | 7'46"04  | Domenico Acerenza      | 7'48"74  |
| 1500 m       | Gregorio Paltrinieri          | 14'33"10 | Domenico Acerenza      | 14'49"98 | Ivan Giovannoni        | 15'34"27 |
| Dorso        |                               |          |                        |          |                        |          |
| 50 m         | Simone Sabbioni               | 25"13    | Michele Lamberti       | 25"25    | Lorenzo Mora           | 25"50    |
| 100 m        | Thomas Ceccon                 | 53"40    | Simone Sabbioni        | 53"71    | Michele Lamberti       | 54"43    |
| 200 m        | Luca Mencarini Matteo Restivo | 1'57"98  |                        |          | Christopher Ciccarese  | 1'58"76  |
| Rana         |                               |          |                        |          |                        |          |
| 50 m         | Nicolò Martinenghi            | 26"94    | Fabio Scozzoli         | 27"23    | Alessandro Pinzuti     | 27"66    |
| 100 m        | Nicolò Martinenghi            | 59"43    | Fabio Scozzoli         | 1'00"31  | Federico Poggio        | 1'00"41  |
| 200 m        | Edoardo Giorgetti             | 2'11"05  | Alessandro Fusco       | 2'11"71  | Andrea Castello        | 2'11"75  |
| Farfalla     |                               |          |                        |          |                        |          |
| 50 m         | Thomas Ceccon                 | 23"29    | Piero Codia            | 23"38    | Luca Todesco           | 23"73    |
| 100 m        | Federico Burdisso             | 51"85    | Piero Codia            | 51"95    | Matteo Rivolta         | 51"97    |
| 200 m        | Federico Burdisso             | 1'54"83  | Alberto Razzetti       | 1'56"51  | Claudio Faraci         | 1'58"01  |
| Misti        |                               |          |                        |          |                        |          |
| 200 m        | Alberto Razzetti              | 1'58"09  | Pier Andrea Matteazzi  | 2'01"97  | Massimiliano Matteazzi | 2'02"06  |
| 400 m        | Pier Andrea Matteazzi         | 4'15"03  | Massimiliano Matteazzi | 4'20"86  | Federico Turrini       | 4'22"44  |

### Donne
| Evento       | Oro                      | Tempo    | Argento             | Tempo    | Bronzo                  | Tempo    |
| Stile libero |                          |          |                     |          |                         |          |
| 50 m         | Silvia Di Pietro         | 24"91    | Federica Pellegrini | 25"18    | Costanza Cocconcelli    | 25"61    |
| 100 m        | Federica Pellegrini      | 54"33    | Silvia Di Pietro    | 54"96    | Chiara Tarantino        | 56"07    |
| 200 m        | Federica Pellegrini      | 1'57"80  | Linda Caponi        | 1'59"88  | Margherita Panziera     | 2'00"16  |
| 400 m        | Giulia Salin             | 4'07"70  | Giorgia Romei       | 4'11"15  | Linda Caponi            | 4'12"37  |
| 800 m        | Martina Rita Caramignoli | 8'24"16  | Giulia Salin        | 8'26"81  | Giorgia Romei           | 8'33"52  |
| 1500 m       | Martina Rita Caramignoli | 15'56"06 | Simona Quadarella   | 16'03"69 | Giulia Salin            | 16'11"79 |
| Dorso        |                          |          |                     |          |                         |          |
| 50 m         | Silvia Scalia            | 28"04    | Margherita Panziera | 28"32    | Costanza Cocconcelli    | 28"43    |
| 100 m        | Margherita Panziera      | 59"96    | Silvia Scalia       | 1'00"55  | Carlotta Zofkova        | 1'00"64  |
| 200 m        | Margherita Panziera      | 2'08"29  | Carlotta Zofkova    | 2'12"52  | Martina Cenci           | 2'13"17  |
| Rana         |                          |          |                     |          |                         |          |
| 50 m         | Benedetta Pilato         | 29"85    | Martina Carraro     | 30"41    | Arianna Castiglioni     | 30"47    |
| 100 m        | Arianna Castiglioni      | 1'06"86  | Martina Carraro     | 1'07"08  | Benedetta Pilato        | 1'07"38  |
| 200 m        | Martina Carraro          | 2'25"67  | Francesca Fangio    | 2'25"74  | Ilaria Scarcella        | 2'29"37  |
| Farfalla     |                          |          |                     |          |                         |          |
| 50 m         | Silvia Di Pietro         | 26"46    | Elena Di Liddo      | 26"89    | Ilaria Bianchi          | 26"99    |
| 100 m        | Ilaria Bianchi           | 58"73    | Elena Di Liddo      | 58"89    | Federica Greco          | 59"33    |
| 200 m        | Ilaria Cusinato          | 2'10"53  | Antonella Crispino  | 2'11"29  | Roberta Piano Del Balzo | 2'11"42  |
| Misti        |                          |          |                     |          |                         |          |
| 200 m        | Anna Pirovano            | 2'14"21  | Sara Franceschi     | 2'14"30  | Costanza Cocconcelli    | 2'15"42  |
| 400 m        | Luisa Trombetti          | 4'45"24  | Sara Franceschi     | 4'49"30  | Alessia Polieri         | 4'50"36  |